# Undimäe
Undimäe is een plaats in de Estlandse gemeente Saaremaa, provincie Saaremaa. De plaats heeft de status van dorp (Estisch: küla) en telt 17 inwoners (2021).
Tot in oktober 2017 behoorde Undimäe tot de gemeente Valjala. In die maand werd Valjala bij de fusiegemeente Saaremaa gevoegd.
Undimäe ontstond pas bij de gemeentelijke herindeling van 1997, toen het werd afgesplitst van Rahu.